# Idrettsgallaen 2006
Idrettsgallaen 2006 arrangerades i Hamar, Norge 7 januari 2006.

## Pristagare
- Årets namn: Marit Bjørgen (längdskidåkning)
- Koncentration: 	Bjørn Einar Romøren (backhoppning)
- Öppen klass: Robert Sørlie (hundkörning)
- Styrka, snabbhet och spänst: Marit Bjørgen (längdskidåkning)
- Lagtävling: Norges stafettlag i skidskytte (herrar)
- Uthållighet: Ole Einar Bjørndalen (skidskytte)
- Årets handikappidrottare: Mariann Vestbøstad (simning)
- Årets lag: Norges damlandslag i fotboll
- Årets tränare: Peter Mueller (1954) (skridsko)
- Årets eldsjäl: Sverre Øfstaas (friidrott)
- Årets förebild: Marco Elsafadi (basket)
- Årets Kniksen: John Carew (Olympique Lyonnais)
- Årets genombrott: Even Wetten (skridsko)
- Utövarnas pris: Marit Bjørgen (längdskidåkning)
- Idrettsgallaens hederspris: Stein Johnson